# A Bela e o Paparazzo
A Bela e o Paparazzo (dt.: Die Schöne und der Paparazzo) ist ein portugiesischer Spielfilm aus dem Jahr 2010.

## Handlung
Der Fernsehstar Mariana wird von einem Paparazzo (João) verfolgt, der unter Pseudonym für stetig neue Skandalfotos auf den Titelseiten der Regenbogenpresse sorgt. Da sie ihn nie sieht, erkennt sie ihn nicht, als sich ihre Wege zufällig kreuzen. João gibt sich nicht zu erkennen und lässt sich auf eine Affäre mit ihr ein. Sie ihrerseits genießt die Auszeit aus dem Prominentenrummel in seiner chaotischen Männer-Wohngemeinschaft in einer idyllischen Altstadtwohnung in Lissabon. Als sich ihre Beziehung zu vertiefen beginnt, wird das Verheimlichen seiner wahren Identität für João zunehmend schwierig, und konfliktreiche Entscheidungen bahnen sich für alle Beteiligten an.

## Rezeption
Der Film steht in der Tradition des früheren Novo-Cinema-Regisseurs Vasconcelos, der relevante Inhalte auf eine publikumswirksame Weise zu verarbeiten sucht. Das als Schauspielerin in Portugal sehr populär gewordene ex-Model Soraia Chaves spielt hier eine populäre Fernsehmoderatorin, die in die Verstrickungen der modernen Medienwelt und deren Inszenierung Prominenter gerät und einen aufrichtigen, menschlichen Umgang sucht, was sowohl von ihrem eigenen Ehrgeiz als auch von ihrer ungeduldigen und vom Ehrgeiz zerfressenen Umwelt verhindert wird. Das Thema wird als eine humorvolle leichte Komödie inszeniert, mit einiger Selbstironie und mit Szenarien, die zwischen idyllischen Altstadtgassen und einem modernen, glamourösen Lissabon wechseln. Auch der Soundtrack unterstützte die Popularität des Films, etwa mit Stücken Jorge Palmas.
Der Film wurde einer der vergleichsweise seltenen einheimischen Blockbuster in Portugal und war 2010 der deutlich am meisten gesehene portugiesische Film im Land. Noch im November 2012 war er damit unter den zehn meistgesehenen portugiesischen Filmen seit der öffentlich geführten Box-Office-Statistik 2004. Er war 2011 in zwei Kategorien für den Globo de Ouro nominiert. Noch 2010 wurde er als DVD veröffentlicht, bei ZON Lusomundo (heute ZON Multimédia), was unter Anteilnahme der Medien im Beisein des Regisseurs, des Produzenten und der beiden Hauptdarsteller, in der Fnac-Filiale des Centro Colombo in Lissabon öffentlich präsentiert wurde.